# Bornay
Bornay település Franciaországban, Jura megyében. Lakosainak száma 182 fő (2022. január 1.). Bornay Moiron, Geruge, La Chailleuse, Courbette, Macornay és Vernantois községekkel határos.

## Népesség
A település népességének változása:
| Lakosok száma | 117  | 151  | 177  | 178  | 168  | 171  | 176  | 179  | 179  | 182  |
|               | 1968 | 1982 | 1990 | 2006 | 2013 | 2015 | 2017 | 2019 | 2020 | 2022 |